# Josef Gasser (Bildhauer)

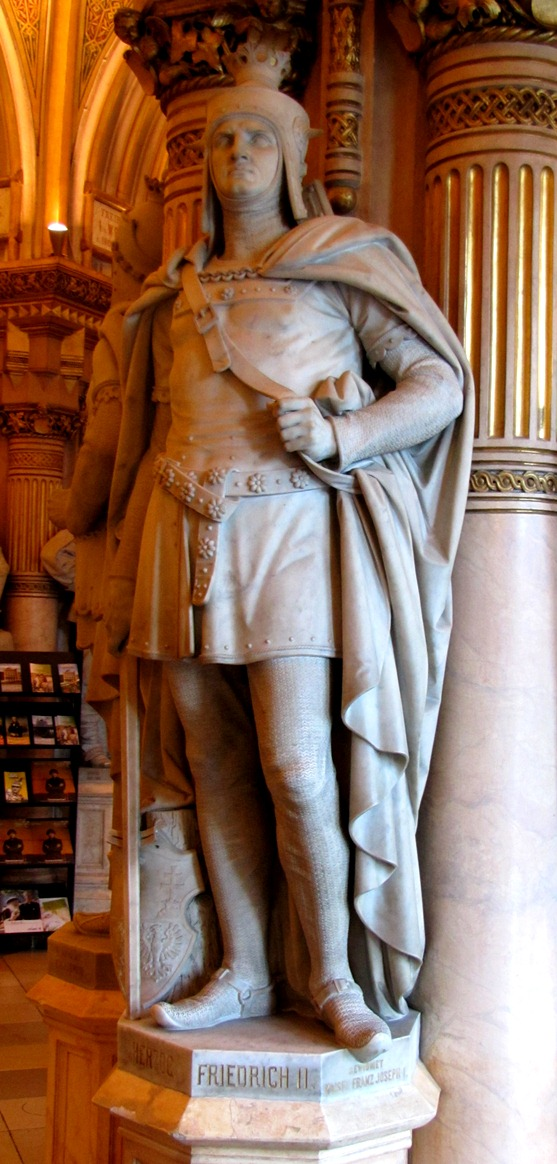
Statue Herzog Friedrich II. der Streitbare, Feldherrenhalle des HGM

Josef Gasser (auch Joseph Gasser, ab 1879 Ritter von Valhorn; * 22. November 1816 in Wallhorn (Valhorn), Gemeinde Prägraten, Osttirol; † 28. Oktober 1900 in Prägraten) war ein österreichischer Bildhauer.

## Leben
Josef Gasser war ein Bruder von Hanns Gasser. Er wurde zuerst von seinem Vater, einem Tischlermeister, unterrichtet und zeigte dabei eine große Fertigkeit im Modellieren von Statuetten.
Seit 1837 bildete er sich als Student der Wiener Akademie der bildenden Künste unter den Meistern Johann Nepomuk Schaller, Joseph Klieber und Joseph Käßmann aus. Erfolgreich debütierte er 1844 mit einer Statuette Leopolds des Glorreichen, welche ihm ein Stipendium für einen Aufenthalt in Rom einbrachte, wo er von 1845 bis 1849 nach der Natur und nach der Antike studierte und eine Gruppe, Venus und Amor, schuf. Aus gesundheitlichen Gründen lebte er, der zeitlebens kränkelte und unter Depressionen litt, in Südtirol und zog erst 1852 wieder nach Wien. Dorthin zurückgekehrt, führte er für das Portal des Doms zu Speyer die fünf Statuen der heiligen Jungfrau, des Erzengels Michael, der Heilige Stephanus, Johannes des Täufers und Bernhard von Clairvaux aus, die große Anerkennung fanden.
Nach der Fertigung von Büsten des Kaisers Maximilian von Mexiko und seiner Gemahlin erhielt er zahlreiche Aufträge. Zu seinen Werken gehören die lebensgroßen Porträtstatuen Kaiser Maximilians I., Friedrichs des Streitbaren und Leopolds von Habsburg für die Feldherrenhalle des 1856 fertiggestellten „k.u.k. Hofwaffenmuseum“ (heute Heeresgeschichtliches Museum), die er bis 1870 anfertigte.

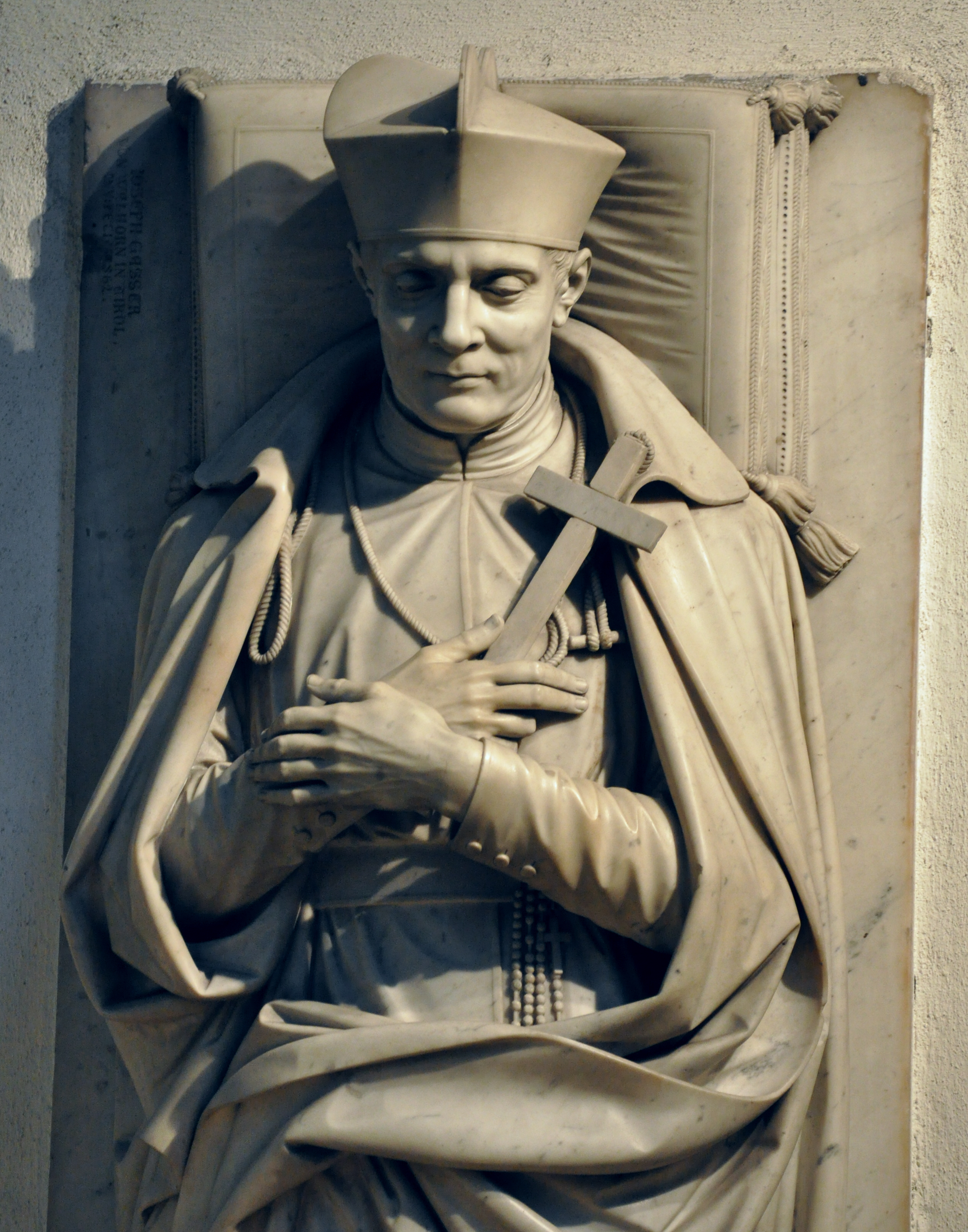
Josef Gasser: Grab des Klemens Maria Hofbauer, 1859–1862 (Detail)

In weiterer Folge erhielt Gasser Aufträge für je sechs Statuen für die Paläste der Erzherzöge Wilhelm und Ludwig Viktor, die Marmorstatuen der sieben freien Künste im Treppenhaus der Neuen Oper, die Statue Herzog Rudolfs IV. für die Elisabethbrücke am heutigen Karlsplatz, viele Büsten und mehrere Madonnenstatuen und kirchliche Skulpturen für den Stephansdom in Wien, den Mariä-Empfängnis-Dom in Linz und die Altlerchenfelder Pfarrkirche. Für die Wiener Votivkirche schuf er die Krönung der Maria am Hauptgiebel, die Dreifaltigkeitsgruppe, die Erlöserstatue und große Basreliefs in den Bogenfeldern der drei Portale der Hauptfassade. Sein in Wien heute bekanntestes Werk ist wohl die 1862 geschaffene Deckplatte für den Marmorsarkophag des heiligen Klemens Maria Hofbauer in der Kirche Maria am Gestade. Die als Liegefigur konzipierte Platte mit einer Darstellung des Heiligen auf dem Totenbett steht heute aufrecht an der Wand der Klemenskapelle.
Er lehrte an der Akademie der bildenden Künste Wien von 1865 bis 1873, wo Victor Tilgner sein berühmtester Schüler war.
Nach Abschluss der Arbeiten für die Votivkirche wurde er 1879 in den Ritterstand erhoben. Zu dieser Zeit ließ sein Erfolg spürbar nach, da sein Stil nicht mehr zeitgemäß galt. In der Folge litt er zunehmend Not und wurde durch eine Pension der Stadt Wien vor dem Elend bewahrt. Er lebte ab 1896 zurückgezogen an seinem Geburtsort und starb verarmt und fast vergessen am 28. Oktober 1900 in Prägraten.
Sein Darstellungsmodus ist von einer Verhaltenheit der Figur geprägt, bei technisch sorgfältiger Oberflächenbehandlung und Stilelementen, welche dekorative Idealität zum Ziel haben.

## Werke (Auswahl)

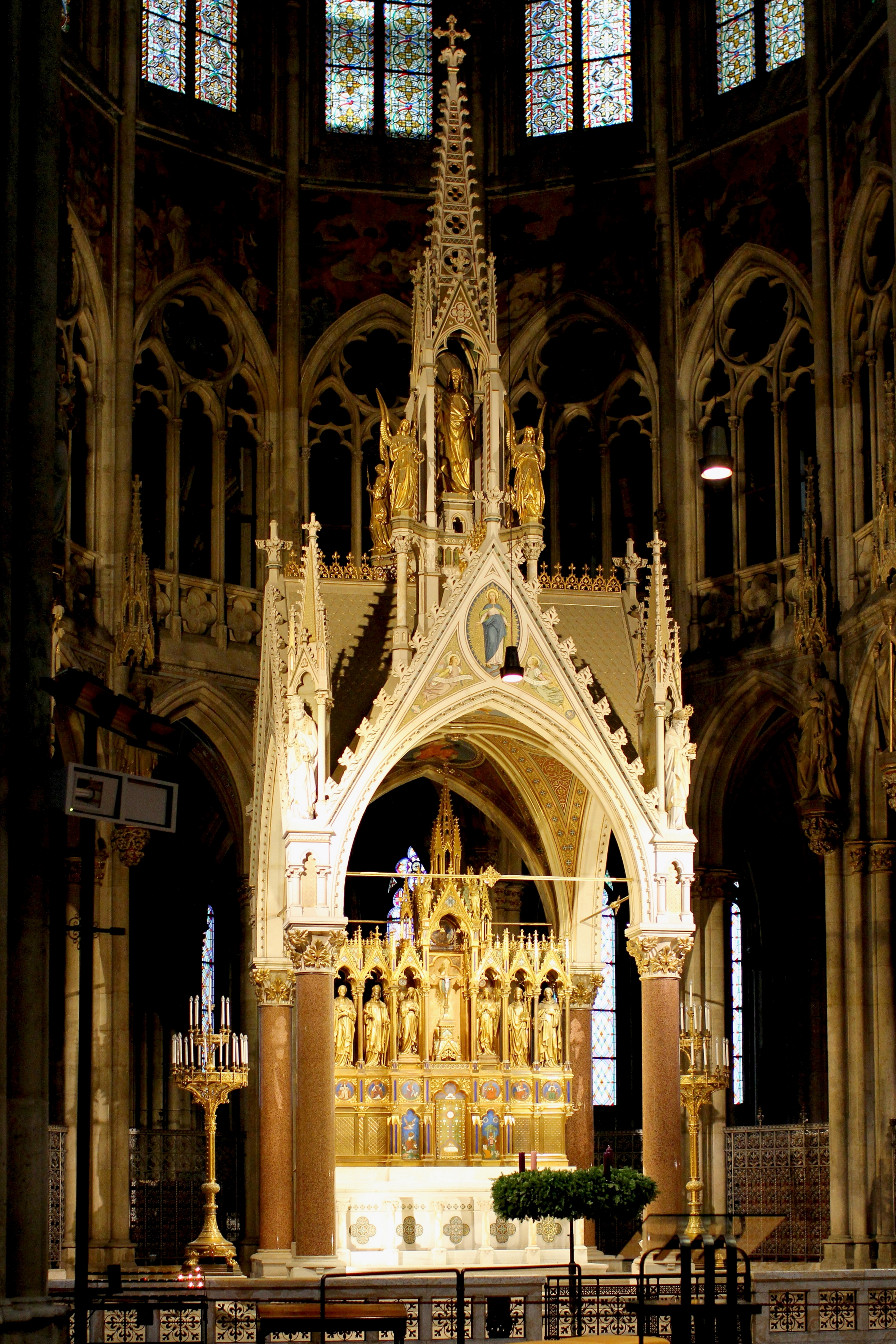
Hochaltar der Wiener Votivkirche. Von Gasser in den 1870er Jahren entworfen und teilweise gefertigt.

- Statue Herzog Friedrich II. der Streitbare, weißer Carrara-Marmor, 1870, Heeresgeschichtliches Museum, Wien
- Statue Herzog Leopold I. der Glorwürdige, weißer Carrara-Marmor, 1870, Heeresgeschichtliches Museum, Wien
- Statue Kaiser Maximilian I., weißer Carrara-Marmor, 1870, Heeresgeschichtliches Museum, Wien
- Bildnisbüste Kaiser Maximilian I., 1870, Gips, 59 × 28 × 35 cm, Heeresgeschichtliches Museum, Wien
- Bronzestatuetten, Kruzifix und ein Basrelief des Auferstandenen am Tabernakel, 1859, Kapelle Österreichisches Hospiz zur Heiligen Familie, Jerusalem[5]